# She Wants Revenge
She Wants Revenge – amerykański zespół grający muzykę post punk, pochodzący z Los Angeles, założony w 2005. Współpracował z wytwórniami Geffen Records i Perfect Kiss. Latem roku 2006 wszedł na czołowe miejsca list przebojów muzyki klubowej w Kalifornii.

## Skład
- Justin Warfield - wokal, gitara
- Adam Bravin ("Adam 12") - bas, keyboard, elektronika

## Dyskografia
- These Things (ep i singel) - 2005
- Tear You Apart (ep i singel) - 2006
- Out of Control (singel) - 2006
- She Wants Revenge (lp) - 2006
- This Is Forever (album) 2007
- Save your soul (EP) 2008
- Up and Down (EP) 2009
- Valleyheart (album) 2011